# Jean Pierre Rawie
Jean Pierre (oorspronkelijk: Jan Pieter) Rawie (Scheveningen, 20 april 1951) is een Nederlands dichter en vertaler.

## Biografie
Rawie werd geboren te Scheveningen. Drie jaar na zijn geboorte, in 1954, verhuisde het gezin Rawie naar Winschoten. In 1970 verhuisde Rawie naar de stad Groningen om daar talenstudies te gaan volgen. In 1975 werd hij medewerker van het tijdschrift De nieuwe Clercke, onder het pseudoniem Albert Zondervan, dat hij deelde met Driek van Wissen.
In 1976 publiceerde hij, samen met Driek van Wissen, het duo-debuut De match Luteijn-Donner. Dit werk had als subtitel een schaakcursus in twee maal twaalf sonnetten. Verzorgd door Jean Pierre Rawie en Driek van Wissen. Door geen van beide auteurs wordt dit werk genoemd in hun verzameld werk.
In 1979 maakte hij zijn solodebuut met Het meisje en de dood waarna in 1982, na een korte maar intensieve ziekenhuisopname, Intensive care volgde. In datzelfde jaar werd hij nationaal bekend door zijn optredens in het televisieprogramma van Sonja Barend.
De bundel Kwade trouw kwam uit in 1986, en in 1989 werd hem de Wessel Gansfortprijs toegekend. Met Woelig stof uit datzelfde jaar kreeg hij erkenning van de literaire kritiek.
In 1990 verscheen sonnetten, een bibliofiele uitgave.
In 1992 verscheen Onmogelijk geluk, zijn grootste verkoopsucces.
In 1997 verscheen de vertaling van Vier gedichten van Aleksandr Blok.
In 1999 verschenen Geleende tijd en Gedeeld verleden (bibliofiel) en in 2004 Verzamelde verzen.
Hij heeft een wekelijkse column in de cultuurbijlage (op vrijdag) van het Dagblad van het Noorden en levert regelmatig bijdragen aan de tweewekelijkse opiniekrant Argus.

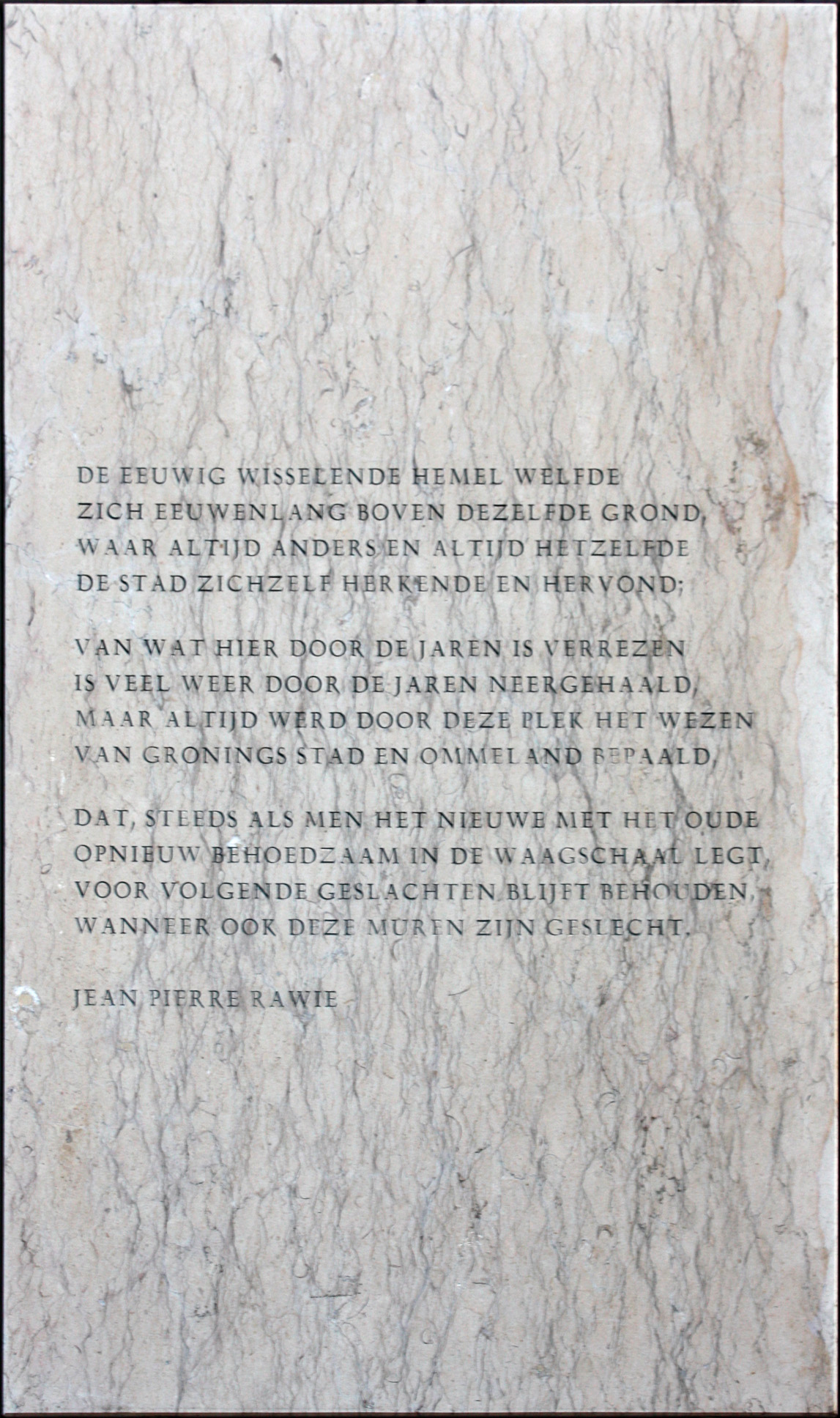
Gevelsteen in Groningen, met gedicht van Rawie

In zijn woonplaats Groningen, maar ook daarbuiten, staat Rawie bekend om zijn flamboyante levensstijl. In 1987 werd hij met een beschadigde alvleesklier door overmatig drankgebruik en een longontsteking opgenomen in een ziekenhuis en verkeerde hij drie maanden op de grens van leven en dood. Hierna leek Rawie aanvankelijk zijn leven enigszins te hebben gebeterd, wat volgens sommige critici zijn werk ten goede kwam.
Met Annie M.G. Schmidt, Nel Benschop en Toon Hermans behoort hij tot de best verkopende dichters van Nederland. Zinnen uit zijn werk duiken vaak op in rouwadvertenties.
Vlak voor de ingang van de voormalige Algemene Begraafplaats aan de Spanjaardslaan te Leeuwarden ligt een poëzietableau (een steen met de afmeting van 100 bij 120 cm.) met een gedicht van Rawie, getiteld: 'Spanjaardslaan'. De tweede strofe luidt: 'Achter het hek met schedels op de hoeken / en het pedante middeleeuws vermaan / verzakte zerken, zuilen, stenen, boeken, / steun zoekende tegen elkander aan". Het gedicht maakt deel uit van Poëzieroute Leeuwarden.

## Charlotte Köhler Prijs
In 2008 ontving hij de Charlotte Köhler Prijs, een driejaarlijkse oeuvreprijs voor auteurs, bestaande uit 18.000 euro. De prijs wordt afwisselend toegekend aan een auteur van toneelwerk, poëzie en proza. De jury schreef over zijn werk: "De milde toon, doortrokken misschien van ironische momenten, kan de ernst van de eeuwige thema’s niet verhullen (…) en past naadloos binnen de tijdloze, klassieke thematiek, die vanaf het begin de poëzie van Rawie heeft beheerst: liefde, dood, ontzegging en gemis. Het getuigt ook van moed om als dichter zulke door de eeuwen heen zogenaamd platgetreden paden te gaan. Klassiek, tijdloos, zeker, maar hij verwoordt die thema’s in een keur van nieuwe en somtijds verrassende variaties."

## Rawie op muziek
- De Nederlandse zanger Maarten van Roozendaal zette de gedichten 'Sterfbed', 'Ritueel' en 'na jaren' van Rawie op muziek.
- Zanger Jan Rot zette op zijn cd 'Meisjes' (1999) het gedicht 'No second Troy' op muziek, nu getiteld  'Ik heb een vrouw bemind'.
- Het kleinkunsttrio 'De Heren Rond Rawie' hebben verscheidene gedichten op muziek gezet in hun bluesvoorstelling "Dit Alles".

## Familie
Marijke Rawie is een zus van Jean Pierre Rawie.